# برينزوفي غالوشكا
برينزوفي غالوشكا، طبق زلابية البطاطا بجبنة الفيتا واللحم المقدد، وهو أحد الأطباق الوطنية في سلوفاكيا
هذه الوجبة الدسمة تتكون من غالوشكا وهي عبارة عن قطع من عجين البطاطا المغلي  والتي تشبه في مظهرها غنوتشي) وجبنة البرندزا (جبنة من حليب الغنم - فيتا))، يُزيّن الطبق اختيارياً بلحم الخنزير المدخن أو المقدد.
ثمة احتفال سنوي يقام للبرينزوفي غالوشكا في تورسكا ويتضمن مسابقة للأكل.
هذا الطبق معروف أيضاً في شمال المجر، ويعرف باسم «زتراباسكا».